# Орден Алауитского трона
Орден Алауитского трона (араб. Wissam Alaouit) — рыцарский орден королевства Марокко.

## История
Орден был учреждён 11 января 1913 года султаном Мулай Юсуфом с целью вознаграждения за преданность государственной власти, но уже 15 мая 1913 года орден вошёл в число французских колониальных наград.
Как и в большинстве случаев для французских колониальных наград за образец был взят орден Почётного легиона. Примечательно, что маршал Лиотэ носил на своём мундире только две колодки: Большого креста Почётного легиона и военной медали Ордена Алауитского трона.
Во время Второй Мировой войны большое количество орденов Алауитского трона различных степеней было вручено военнослужащим армии США, участникам операции «Факел», находящимся в составе союзнических войск.
Учитывая, что в период с 1912 по 1956 годы большая часть Марокко была под протекторатом Франции, множество французов было представлено к награждению орденом Алауитского трона.
С обретением Марокко независимости в 1956 году орден Алауитского трона был передан в ведение короля Марокко и был сохранён в наградной системе государства.

## Степени
Орден Алауитского трона имеет пять степеней:
- Кавалер Большой ленты
- Великий офицер
- Командор
- Офицер
- Кавалер

| Период протектората Франции (1913—1956) | Период протектората Франции (1913—1956) | Период протектората Франции (1913—1956) | Период протектората Франции (1913—1956) | Период протектората Франции (1913—1956) |
| --------------------------------------- | --------------------------------------- | --------------------------------------- | --------------------------------------- | --------------------------------------- |
| Кавалер                                 | Офицер                                  | Командор                                | Великий офицер                          | Кавалер Большой ленты                   |

| Королевство Марокко (1956 — настоящее время) | Королевство Марокко (1956 — настоящее время) | Королевство Марокко (1956 — настоящее время) | Королевство Марокко (1956 — настоящее время) | Королевство Марокко (1956 — настоящее время) |
| -------------------------------------------- | -------------------------------------------- | -------------------------------------------- | -------------------------------------------- | -------------------------------------------- |
| Кавалер                                      | Офицер                                       | Командор                                     | Великий офицер                               | Кавалер Большой ленты                        |

## Описание
Знак ордена представляет собой золотую пятиконечную звезду белой эмали с красной каймой с круглым медальоном в центре, с золотыми шариками на концах. Между лучами звезды по две пальмовые ветви зелёной эмали. Медальон красной эмали с золотой каймой имеет арабскую надпись золотом в две строки: «Его величество Юсуф».
Реверс знака аналогичен аверсу, однако центральный золотой медальон с красной каймой несёт на себе изображением красного зонта — знака шерифского достоинства.
Знак при помощи переходного звена в виде венка из двух пальмовых ветвей крепится к орденской ленте.
Звезда ордена серебряная пятиконечная с изображением знака ордена.
Орденская лента в период с 1913 по 1956 годы — оранжевая.
С 1956 года лента ордена претерпевает изменения, становясь оранжевой с белыми полосками, отстающими от края.